# Филиппов, Алексей Валерьевич
Алексей Валерьевич Филиппов (род. 8 марта 1994, Челябинск) — российский хоккеист, нападающий.

## Биография
Воспитанник челябинского «Трактора», тренеры Сергей Кавунов, Виктор Демченко. С сезона 2010/11 — в команде МХЛ «Белые медведи». В 2013—2014 годах также играл в ВХЛ за «Челмет». 27 и 29 декабря 2013 года провёл два гостевых матча в КХЛ за «Трактор». С января 2015 года до конца сезона выступал за «Кубань» Краснодар в ВХЛ и «Беркутов Кубани» в МХЛ. В сезоне 2015/16 провёл 10 матчей за «Челмет». Два следующих сезона отыграл в «Молоте-Прикамье». Сезон 2018/19 пропустил. В сентябре 2019 года сыграл два матча в ВХЛ за «Рязань», после чего завершил карьеру.
Участник чемпионата мира среди юниоров 2012.